# Ivan Havrilovics Bohdan
Ivan Havrilovics Bohdan, ukránul: Іван Гаврилович Богдан (Dmitro-Bilivka, 1928. február 29. – 2020. december 25.) olimpiai bajnok szovjet-ukrán birkózó.

## Pályafutása
Az 1960-os római olimpián kötöttfogás nehézsúlyban aranyérmet nyert. Az 1958-as budapesti, majd az 1961-es jokohamai világbajnokságon is aranyérmes lett.

## Sikerei, díjai
- Olimpiai játékok – kötöttfogás, nehézsúly, 87+ kg
  - aranyérmes: 1960, Róma
- Világbajnokság  – kötöttfogás, nehézsúly, 87+ kg
  - aranyérmes (2): 1958, 1961